# Xã Margaretta, Quận Erie, Ohio
Xã Margaretta (tiếng Anh: Margaretta Township) là một xã thuộc quận Erie, tiểu bang Ohio, Hoa Kỳ. Năm 2010, dân số của xã này là 5.981 người.